# حمام آفتاب

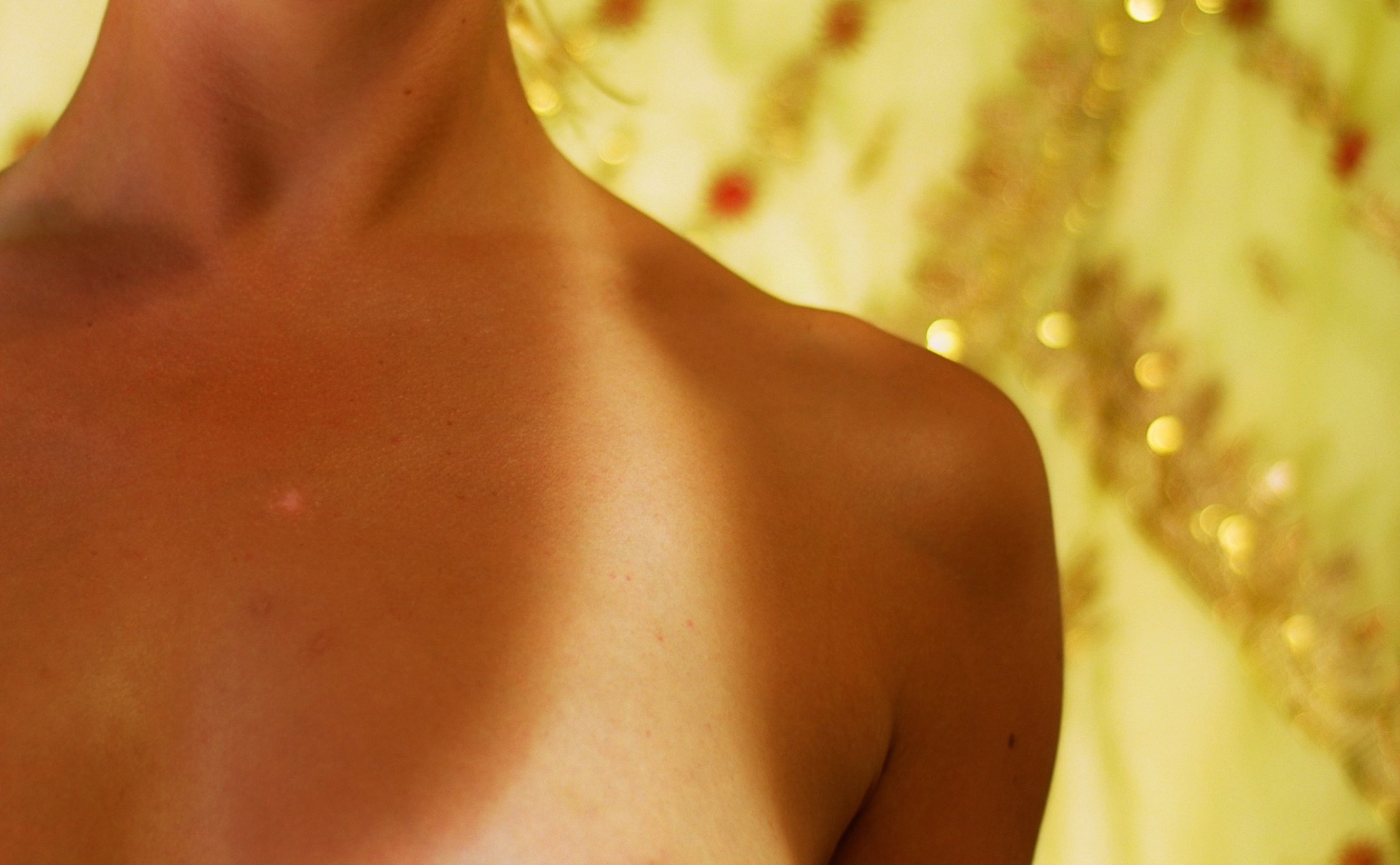
خطوط برنزه‌نشده روی زنی که پوستش در اثر فرابنفش تیره شده است.

حمام آفتاب (انگلیسی: Sun tanning) یا برنزه شدن، فرایندی است که به وسیله آن رنگ پوست، تیره، قهوه‌ای یا به اصطلاح برنزه می‌شود. این فرایند معمولاً بر اثر قرار گرفتن زیر اشعه فرابنفش نور طبیعی خورشید یا با استفاده از روشهای مصنوعی مانند استفاده از لامپ‌هایی که برای برنزه کردن پوست ساخته شده‌اند، انجام می‌شود.
کسانی که به‌طور تفریحی زیر نور خورشید، حمام آفتاب می‌گیرند، پوستشان را در معرض برنزه شده قرار می‌دهند. برخی افراد هم با استفاده از محصولات شیمیایی پوست بدنشان را برنزه می‌کنند و از اشعه فرابنفش برای اینکار استفاده نمی‌کنند.
قرارگرفتن پوست در معرض تابش خورشید موجب تولید ویتامین د در بدن می‌شود ولی قرارگرفتن طولانی مدت و معرض اشعه فرابنفش پیامدهای مضری برای سلامتی مانند آفتاب سوختگی یا افزایش احتمال ابتلا به سرطان پوست را به همراه دارد.